# اسکندر (فیلم)
اسکندر یا الکساندر (به انگلیسی: Alexander) فیلمی حماسی محصول سال ۲۰۰۴ میلادی، محصول مشترک ایالات متحده، آلمان و بریتانیا است که بر اساس داستان زندگی اسکندر ساخته شده است. این فیلم به کارگردانی الیور استون و نقش‌آفرینی کالین فارل در نقش اسکندر است.

## داستان
داستان این فیلم تاریخی است و مربوط به دوران اسکندر می‌شود. این فیلم دوران کودکی و آموزش دیدن اسکندر توسط ارسطو را نشان می‌دهد و سپس نبردهای اسکندر با داریوش سوم و نابود ساختن شاهنشاهی هخامنشی که ریشه‌ای طولانی داشت و همچنین پس از آن حملات اسکندر به هند و مرگش را نشان می‌دهد.

## بازیگران
| نام بازیگر     | در نقش         |
| -------------- | -------------- |
| کالین فارل     | اسکندر         |
| جرد لتو        | هفستیون        |
| آنجلینا جولی   | ملکه المپیاس   |
| وال کیلمر      | فیلیپ دوم      |
| راز دگان       | داریوش سوم     |
| آنتونی هاپکینز | بطلمیوس پیر    |
| محمد تسولی     | حاجب ایرانی    |
| آنلیز اسم      | پرنسس استاتیرا |
| رزاریو داوسون  | روشنک          |
| کانر پائولو    | نوجوانی اسکندر |
| جسی کم         | کودکی اسکندر   |
| کریستوفر پلامر | ارسطو          |